# Bevrijdingsfestival

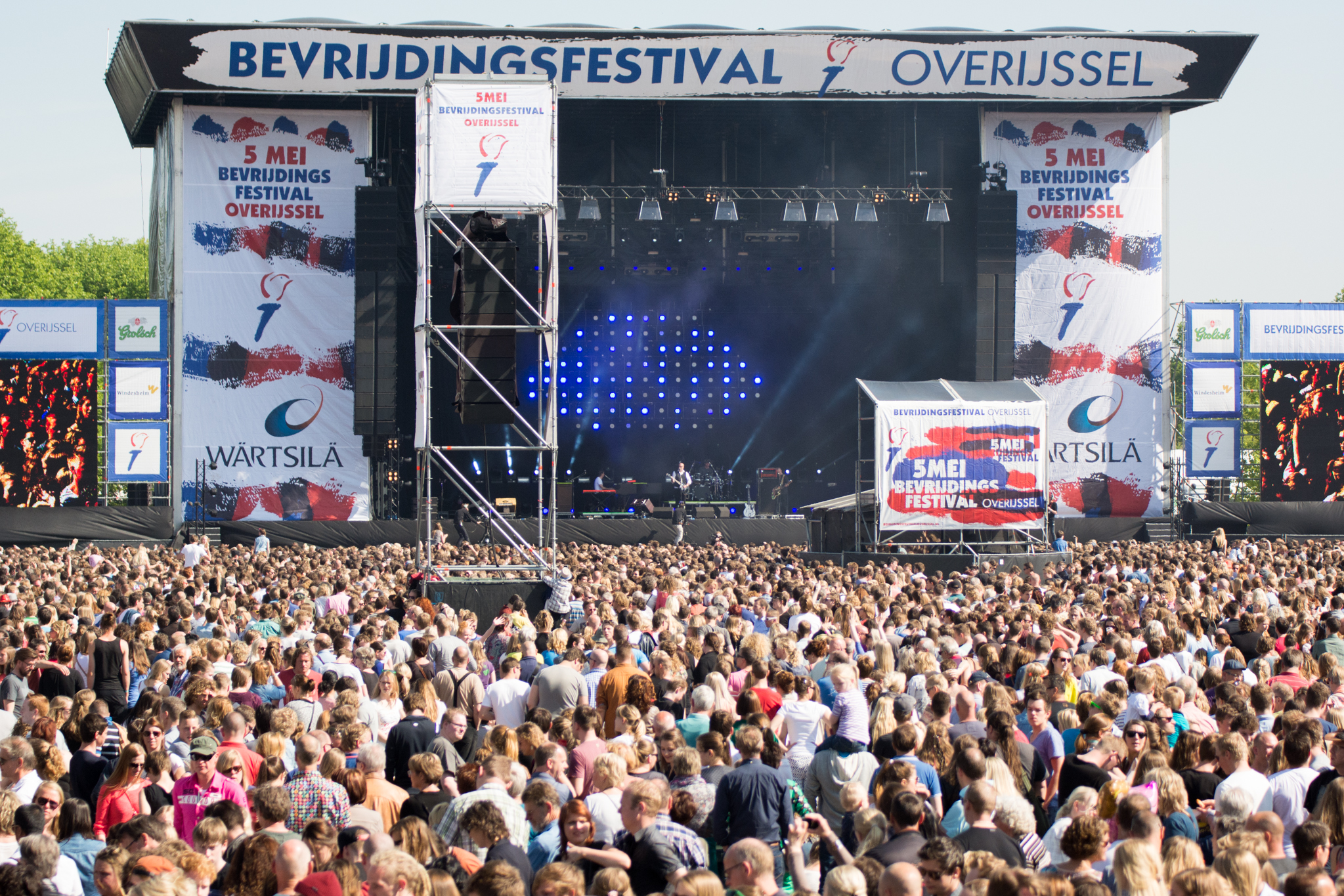
Bevrijdingsfestival Overijssel, Zwolle, 2014

Das Bevrijdingsfestival (Befreiungsfestival) ist eine eintägige Musikveranstaltung, die jährlich am 5. Mai, dem Bevrijdingsdag (ein Feiertag), gleichzeitig an 14 Orten  der Niederlande stattfindet. Die 1981 erstmals in Amsterdam, Haarlem und Wageningen organisierten Festivals sollen das Andenken an den Befreiungskampf der Niederländer von der deutschen Besatzungsherrschaft, der zwischen dem Ende des Jahres 1944 bis in den Frühling 1945 andauerte, bewahren. Zusammen bilden diese Festivals die größte Musikveranstaltung der Niederlande. Mehr als 200 Künstler treten auf 40 Bühnen auf und hunderttausende Besucher wohnen bei freiem Eintritt diesen Veranstaltungen bei. Die Feierlichkeiten werden unter der Schirmherrschaft des Nationaal Comité 4 en 5 mei organisiert und teilweise von diesem finanziert.
Bei den Bevrijdingsfestivals geht es nicht nur um Musik. Es werden auch einzelne Künstler zu „Botschaftern der Freiheit“ („Aambassadeurs van de vrijheid“) ernannt, die mit einem Hubschrauber alle Festivals aufsuchen, um dort die Fragen der Unfreiheit, Menschenrechte und die Kriege auf der Welt anzusprechen. Begleitet werden die Festivals durch Amnesty International, Cordaid, VluchtelingenWerk Nederland und War Child. Auch Diskussionsrunden zum Thema Freiheit werden abgehalten. Seit 1994 finden diese Festivals in allen Landesteilen statt.

## Orte und Besucherzahlen
| Provinz               | Ort              | Seit | Besucher       |
| --------------------- | ---------------- | ---- | -------------- |
| Noord-Holland         | Amsterdam        | 1980 | 22.000 (2014)  |
| Drenthe               | Assen            | 1994 | 28.000 (2015)  |
| Flevoland             | Almere           | 1993 | 70.000 (2018)  |
| Friesland             | Leeuwarden       | 1992 | 100.000 (2018) |
| Gelderland            | Wageningen       | 1980 | 130.000 (2016) |
| Groningen             | Groningen        | 1991 | 135.000 (2018) |
| Limburg               | Roermond         | 1991 | 35.000 (2015)  |
| Noord-Brabant         | ’s-Hertogenbosch | 1990 | 22.000 (2014)  |
| Provinz Noord-Holland | Haarlem          | 1980 | 140.000 (2022) |
| Overijssel            | Zwolle           | 1991 | 140.000 (2016) |
| Utrecht               | Utrecht          | 1993 | 47.500 (2015)  |
| Zeeland               | Vlissingen       | 1992 | 45.000 (2015)  |
| Zuid-Holland          | Rotterdam        | 1993 | 35.000 (2015)  |
| Zuid-Holland          | Den Haag         | 2011 | 80.000 (2018)  |

## Bilder

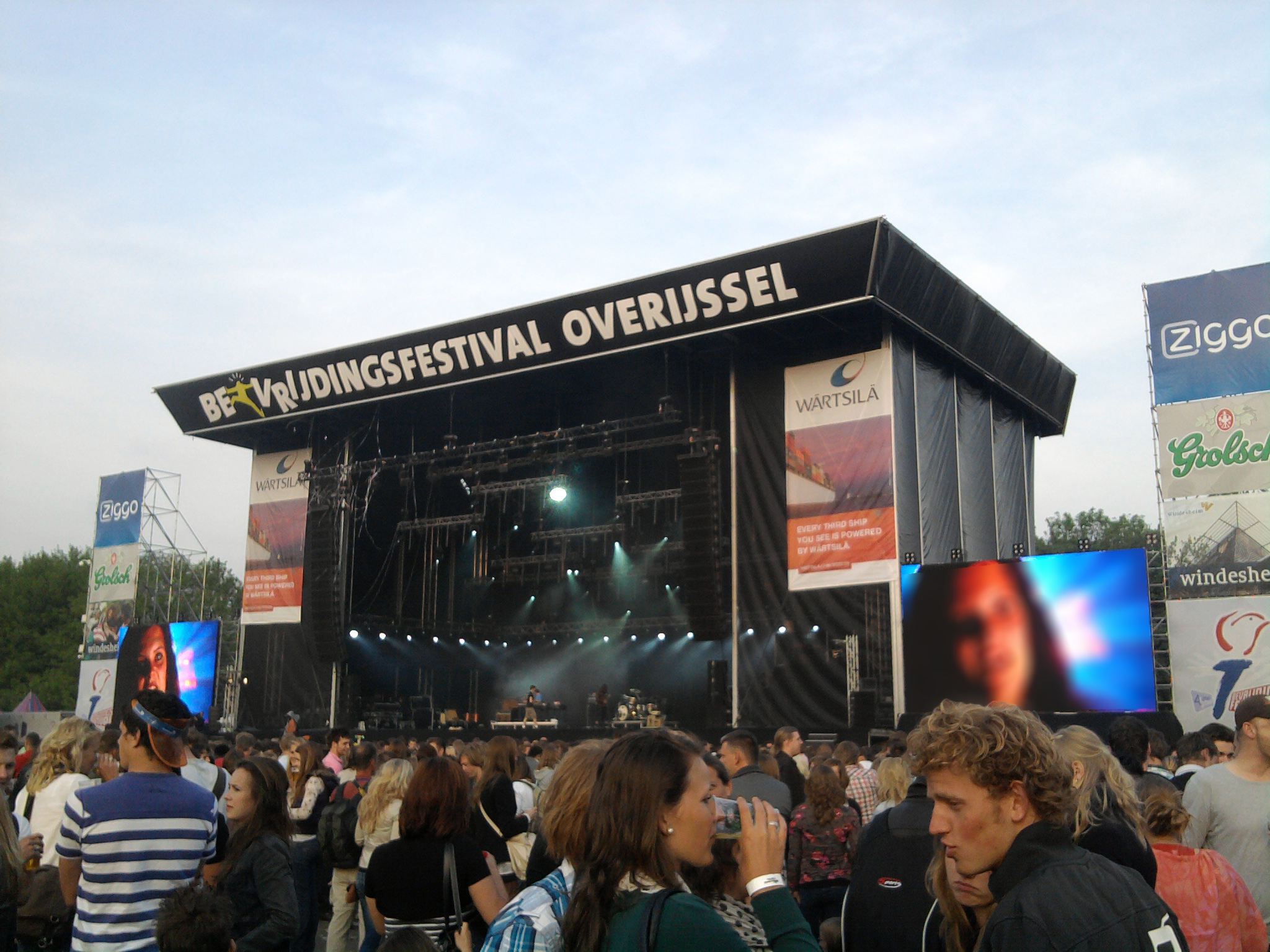
Bevrijdingsfestival Overijssel
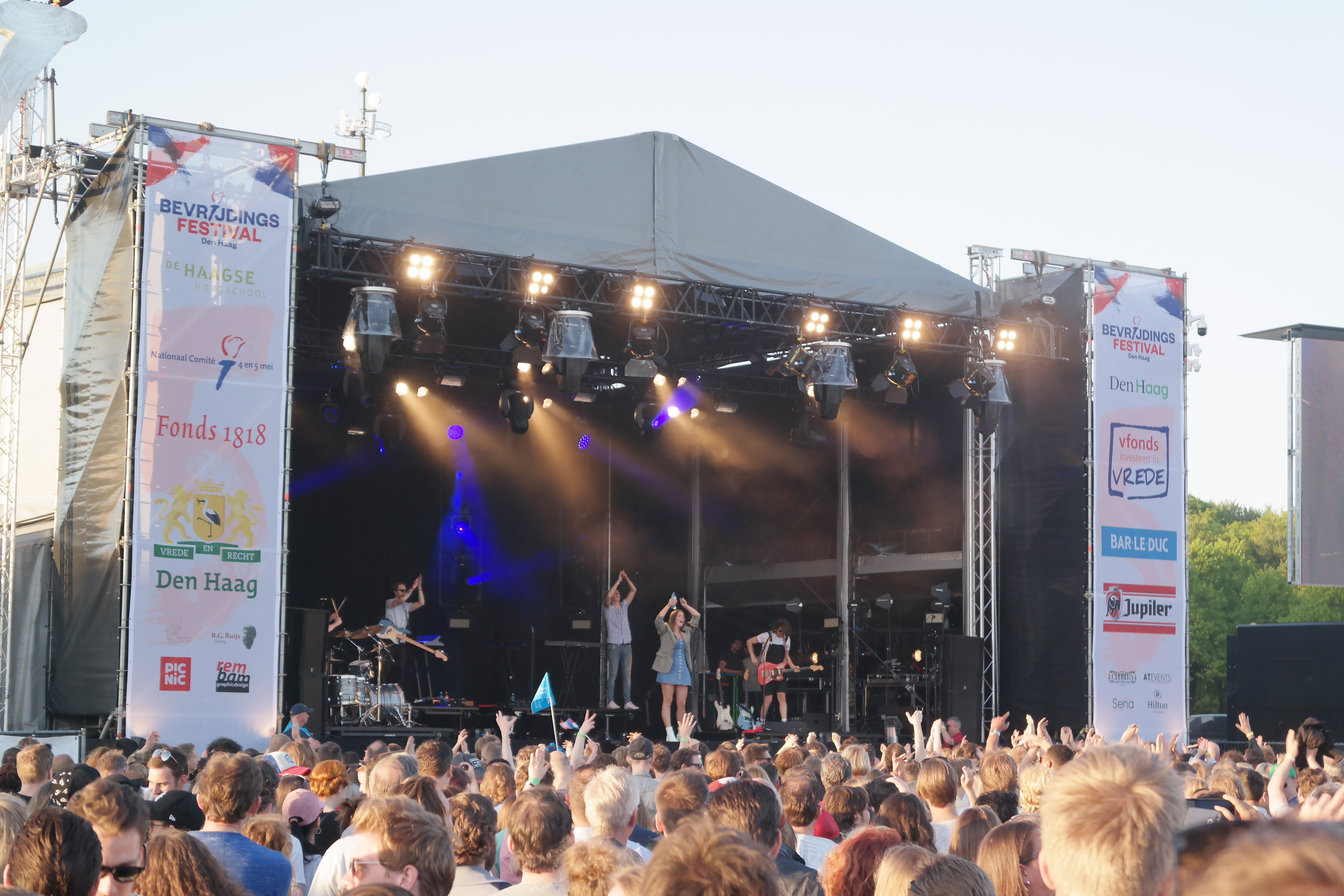
Bevrijdingsfestival Den Haag
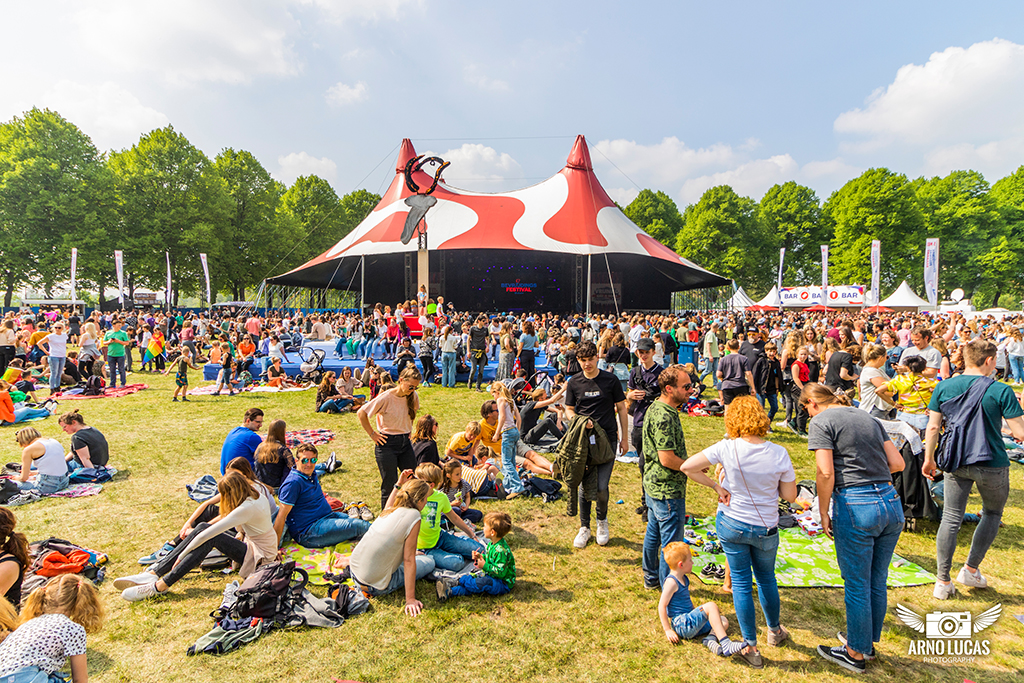
Bevrijdingsfestival Brabant (2022) in ’s-Hertogenbosch
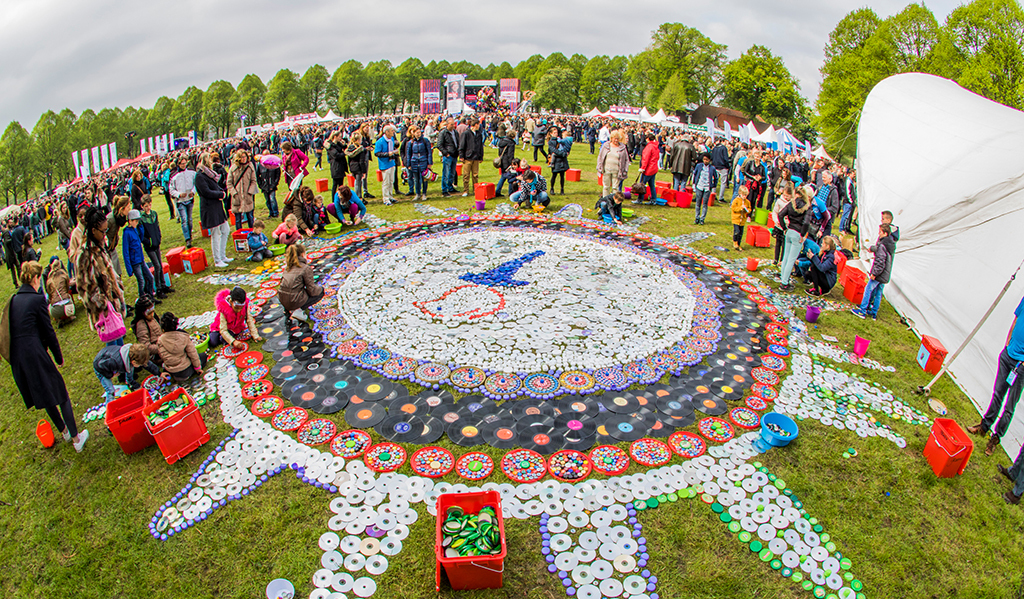
Bevrijdingsfestival Brabant (2018) in ’s-Hertogenbosch
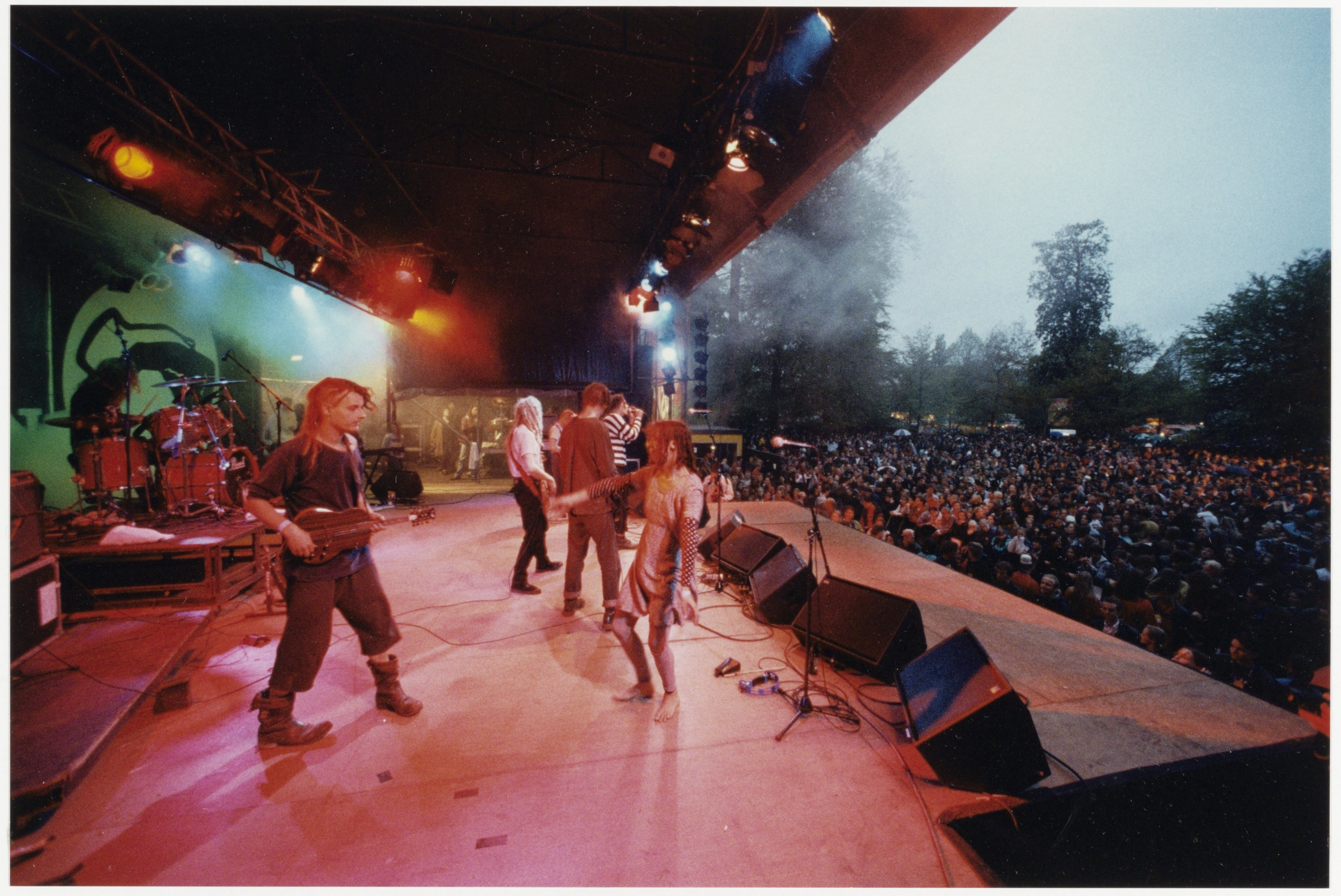
Haarlem, Big Geraniums
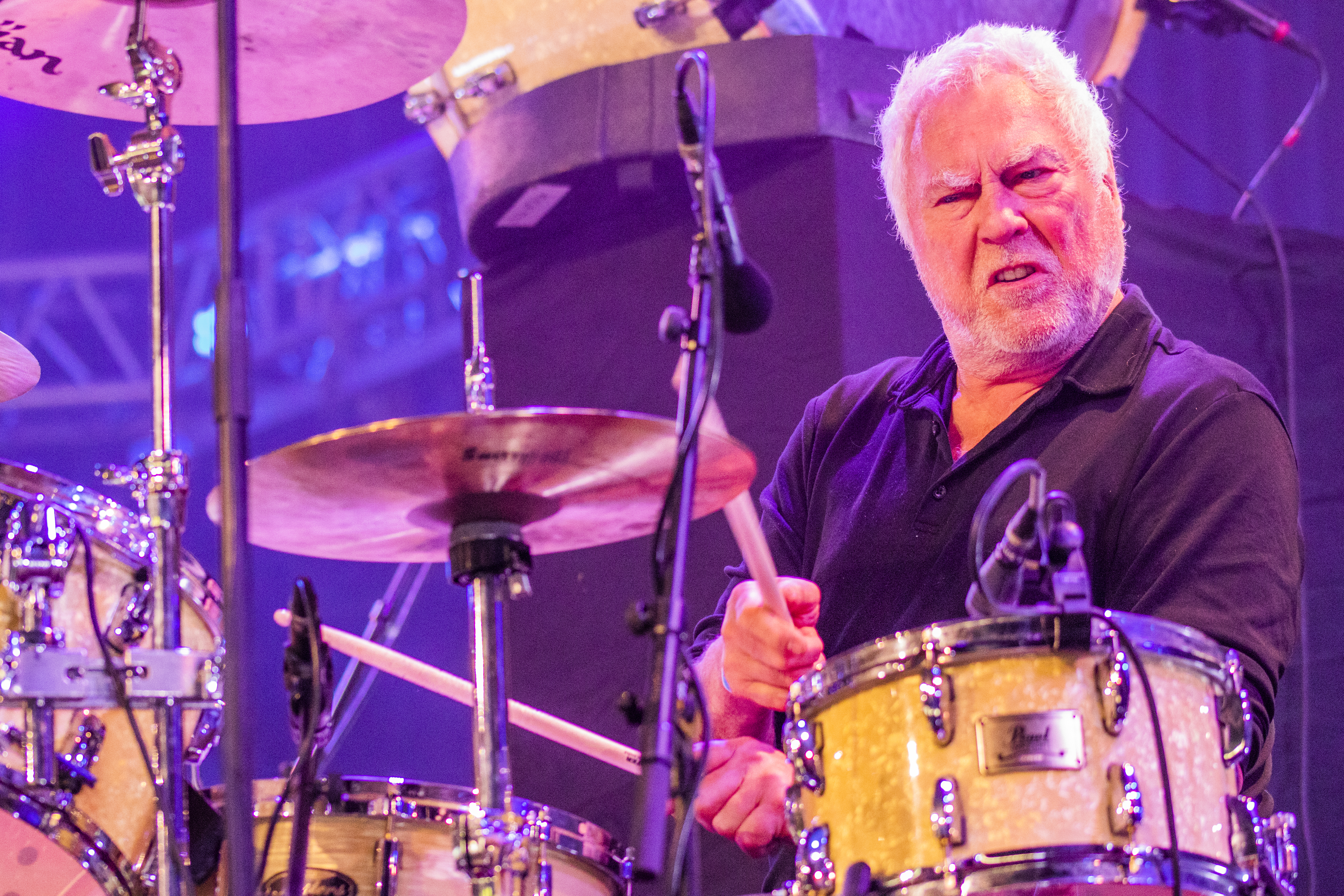
Band Sloper, Brabant (2022)
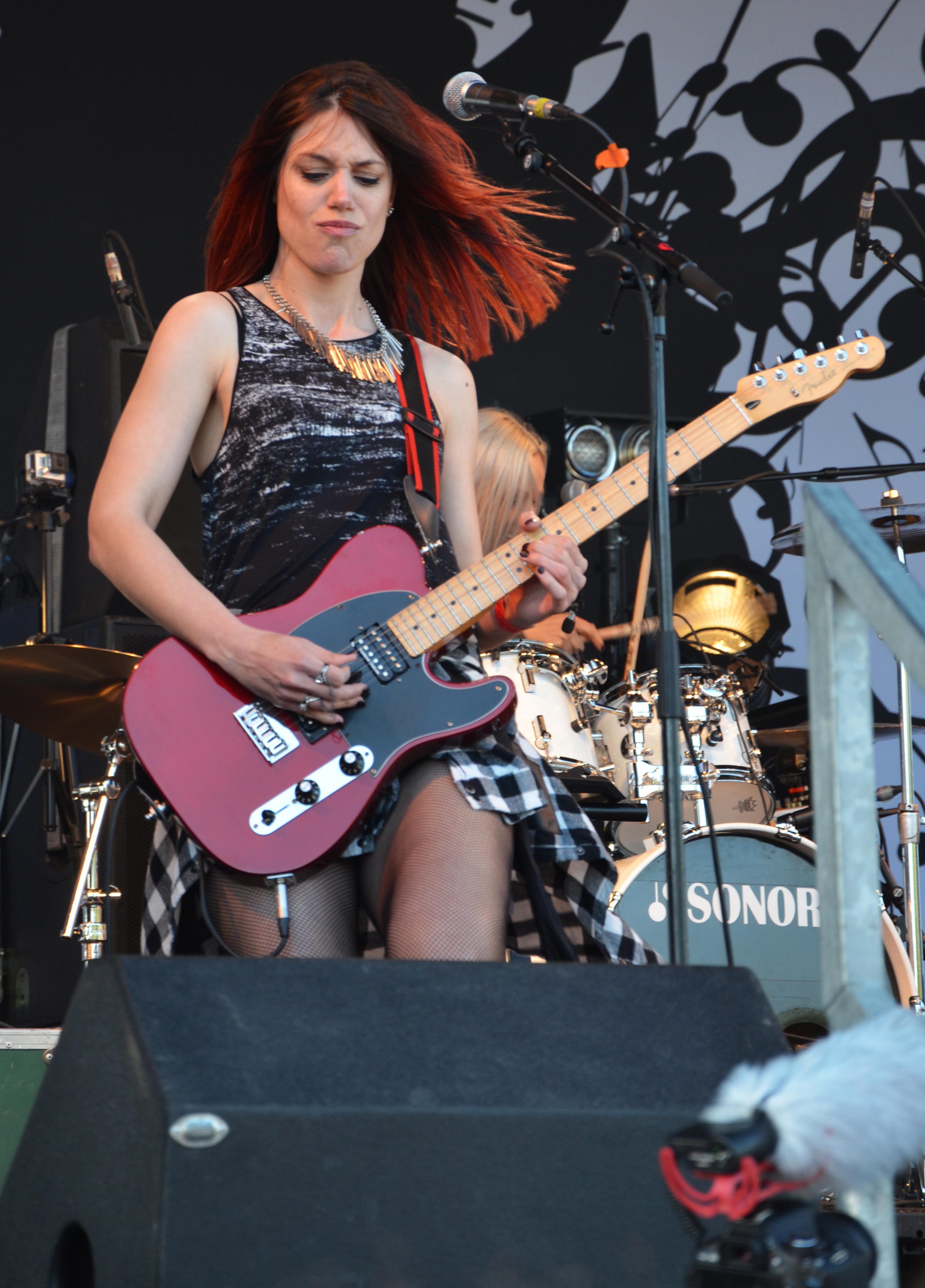
Band Luminize in Den Haag 2015
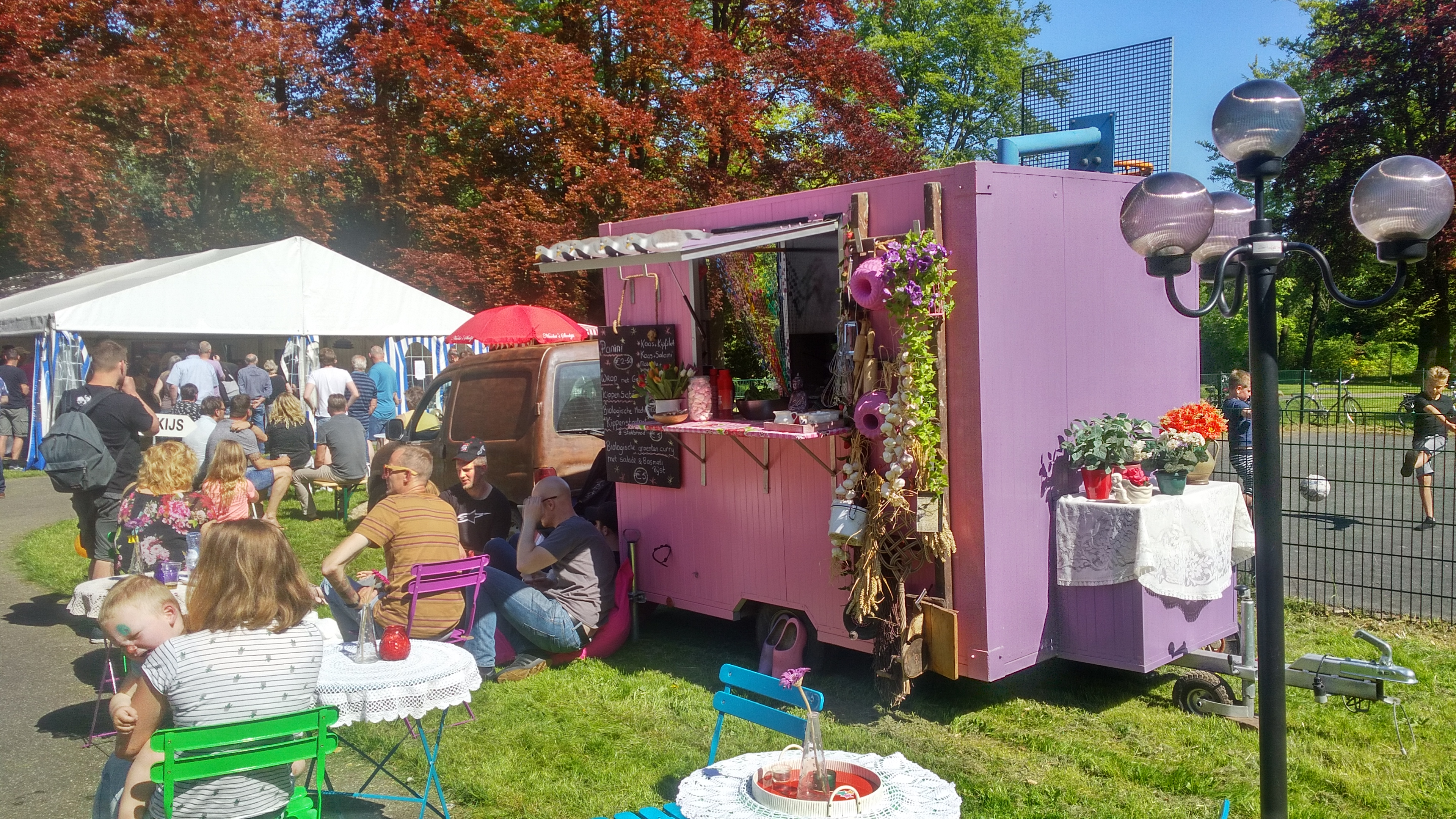
Gemütlichkeit in Winschoten